# Syndicat national des collèges et des lycées
Le Syndicat national des collèges et des lycées (SNCL) est un syndicat regroupant des enseignants du second degré membres de la Fédération autonome de l'Éducation nationale (FAEN).

## Histoire
Le SNCL provient de l'Association nationale des personnels des cours complémentaires créée en 1911. Le 6 avril 1960, cette dernière se transforme en Syndicat national des collèges qui après avoir élargi en 1993 au lycée son champ de syndicalisation devient Syndicat national des collèges et lycées (SNCL). Cette organisation représentait spécifiquement le corps des PEGC (professeurs d'enseignement général de collège). À partir de la fin des années 1970, la syndicalisation des professeurs certifiés se développe, jusqu'à devenir majoritaire au sein du SNCL.
Le SNCL est l'un des trois syndicats fondateurs de la Fédération autonome de l'Éducation nationale (FAEN).

## Positionnement
Pour le SNCL, l’École de la République doit prendre en charge tous les élèves, sans en sacrifier aucun, et permettre à chaque jeune d’aller au maximum de ses possibilités afin de former des citoyens capables de relever les défis économiques et sociaux lancés à la société française.
Le Syndicat pratique un syndicalisme résolument indépendant des partis politiques et des différents groupes de pression, strictement professionnel, attaché au progrès social et solidaire des différentes catégories de personnels.
Il cherche à favoriser à l’École la mixité sociale et ainsi redonner à l'institution le rôle d’ascenseur social que la société ne lui reconnaît plus.
Il milite pour améliorer les conditions de travail et pour rendre aux professeurs le plaisir d’enseigner et la fierté d’exercer leur métier.

## Représentativité
Le SNCL revendique 2 300 adhérents, dont quelques professeurs de CPGE (notamment la B/L de Béziers).
Lors des dernières élections professionnelles dans l'Éducation nationale, le SNCL a présenté des listes communes avec les autres syndicats affiliés à la FAEN (listes d'agrégés, certifiés, PLP, professeurs d'EPS, CPE). Il n'a aucun élu dans les CAP nationales des enseignants.
Dans les académies, le SNCL est principalement implanté dans le corps des certifiés, et dans les autres corps de personnels du second degré.